# Wiesław
Wiesław – staropolskie imię męskie. Była to skrócona forma imienia Wielisław, Wielesław. Mogło oznaczać „tego, kto pragnie sławy”. Według Władysława Kopalińskiego jest to imię literackie utworzone przez Wincentego Reklewskiego pod koniec XVIII w. spopularyzowane przez poemat Wiesław Kazimierza Brodzińskiego, co nie jest prawdą w świetle nowszych analiz.
Wiesław imieniny obchodzi: 22 maja, 7 czerwca, 21 listopada i 9 grudnia.
Wśród najpopularniejszych polskich imion Wiesław zajmuje 460. miejsce.

## Osoby noszące imię Wiesław
- Wiesław Chrzanowski – marszałek Sejmu I kadencji
- Wiesław Dudek – tancerz baletowy
- Wiesław Dymny – pisarz
- Wiesław Gołas – aktor
- Wiesław Gąsiorek – tenisista
- Wiesław Jaguś – żużlowiec
- Wiesław Kaczmarek – polityk
- Wiesław Komasa – aktor
- Wiesław Kilian – polityk
- Wiesław Kukuła - generał
- Wiesław Mering – biskup
- Wiesław Michnikowski – aktor
- Wiesław Myśliwski – pisarz
- Wiesław Ochman – śpiewak operowy
- Wiesław Pyzalski – muzyk
- Wiesław Skrzydło – prawnik
- Wiesław Szczepański – polityk
- Wiesław Śmigiel – biskup
- Wiesław Tupaczewski – satyryk, założyciel i członek Kabaretu OT.TO
- Wiesław Woda – polityk

Pseudonim Wiesław nosił komunistyczny polityk Władysław Gomułka (w tekstach propagandowych określany jako „Towarzysz Wiesław”; w składzie Sejmu Ustawodawczego wymieniony jako Wiesław Gomułka).
Żeński odpowiednik: Wiesława.